# Petter Andersson
Ne pas confondre avec Peter Andersson
Petter Andersson est un footballeur suédois né le 20 février 1985 à Ljusvattnet. Actuellement avec le FC Midtjylland, dans le Championnat du Danemark, il évolue au poste de milieu offensif.

## Palmarès
- Championnat du Danemark en 2015